# Hùng Long
Hùng Long là một xã thuộc huyện Đoan Hùng, tỉnh Phú Thọ, Việt Nam.
Xã Hùng Long có diện tích 7,99 km², dân số năm 1999 là 2636 người, mật độ dân số đạt 330 người/km².